# Linafoot
Linafoot (sau Vodacom Super League, denumiri din motive financiare) este primul eșalon din sistemul competițional fotbalistic din Republica Democrată Congo.

## Performanțe după echipă
| Echipă                               | Oraș       | Titluri | Ultimul titlu |
| ------------------------------------ | ---------- | ------- | ------------- |
| DC Motema Pembe [incluzând CS Imana] | Kinshasa   | 12      | 2008          |
| AS Vita Club                         | Kinshasa   | 11      | 2003          |
| TP Mazembe [incluzând TP Englebert]  | Lubumbashi | 10      | 2009          |
| FC Saint Eloi Lupopo                 | Lubumbashi | 6       | 2002          |
| AS Dragons Bilima                    | Kinshasa   | 4       | 1982          |
| SCOM Mikishi                         | Lubumbashi | 1       | 1991          |
| AS Bantous                           | Mbuji-Mayi | 1       | 1995          |
| US Bilombe                           | Bilombe    | 1       | 1992          |
| SM Sanga Balende                     | Mbuji-Mayi | 1       | 1983          |
| US Tshinkunku                        | Kananga    | 1       | 1985          |

## Echipele sezonului 2009-10
| - AS Babeti ya Sika (Mbandaka) - AS Bantous (Mbuji-Mayi) - AS Kabasha (Goma) - AS Ndjadi (Kindu) - AS New Soger (Lubumbashi) - AS Nika (Kisangani) - AS Saint-Luc (Kananga) - AS Veti Club (Matadi) - AS Vita Club (Kinshasa) - AS Vutuka (Kikwit) - CS Matiti Mabe (Bandundu) - DC Motema Pembe (Kinshasa) - DC Virunga (Goma) | - FC Ajax (Bukavu) - FC Saint Eloi Lupopo (Lubumbashi) - JS Likasi (Likasi) - OC Muungano (Bukavu) - Olympic Club Kinshasa (Kinshasa) - SM Sanga Balende (Mbuji-Mayi) - TC Elima (Matadi) - TP CIOD de Pangi (Maniema) - TP Mazembe (Lubumbashi) - TP Molunge (Mbandaka) - TS Malekesa (Kisangani) - US Tshinkunku (Kananga) |

## Foste campioane
| - 1958 : FC St. Eloi (Lubumbashi) - 1963 : CS Imana (Kinshasa) - 1964 : CS Imana (Kinshasa) - 1965 : AS Bilima (Kinshasa) - 1966 : TP Mazembe (Lubumbashi) - 1967 : TP Mazembe (Lubumbashi) - 1968 : FC Saint Eloi Lupopo (Lubumbashi) - 1969 : TP Mazembe (Lubumbashi) - 1970 : AS Vita Club (Kinshasa) - 1971 : AS Vita Club (Kinshasa) - 1972 : AS Vita Club (Kinshasa) - 1973 : AS Vita Club (Kinshasa) - 1974 : CS Imana (Kinshasa) - 1975 : AS Vita Club (Kinshasa) - 1976 : TP Mazembe (Lubumbashi) - 1977 : AS Vita Club (Kinshasa) - 1978 : CS Imana (Kinshasa) | - 1979 : AS Bilima (Kinshasa) - 1980 : AS Vita Club (Kinshasa) - 1981 : FC Saint Eloi Lupopo (Lubumbashi) - 1982 : AS Bilima (Kinshasa) - 1983 : SM Sanga Balende (Mbuji-Mayi) - 1984 : AS Bilima (Kinshasa) - 1985 : US Tshinkunku (Kananga) - 1986 : FC Saint Eloi Lupopo (Lubumbashi) - 1987 : TP Mazembe (Lubumbashi) - 1988 : AS Vita Club (Kinshasa) - 1989 : DC Motema Pembe (Kinshasa) - 1990 : FC Saint Eloi Lupopo (Lubumbashi) - 1991 : SCOM Mikishi (Lubumbashi) - 1992 : US Bilombe (Bilombe) - 1993 : AS Vita Club (Kinshasa) - 1994 : DC Motema Pembe (Kinshasa) - 1995 : AS Bantous (Mbuji Mayi) | - 1996 : DC Motema Pembe (Kinshasa) - 1997 : AS Vita Club (Kinshasa) - 1998 : DC Motema Pembe (Kinshasa) - 1999 : DC Motema Pembe (Kinshasa) - 2000 : TP Mazembe (Lubumbashi) - 2001 : TP Mazembe (Lubumbashi) - 2002 : FC Saint Eloi Lupopo (Lubumbashi) - 2003 : AS Vita Club (Kinshasa) - 2004 : DC Motema Pembe (Kinshasa) - 2005 : DC Motema Pembe (Kinshasa) - 2006 : TP Mazembe (Lubumbashi) - 2007 : TP Mazembe (Lubumbashi) - 2008 : DC Motema Pembe (Kinshasa) - 2009 : TP Mazembe (Lubumbashi) |

## Golgeter
| An      |                           | Golgeter           | Echipă       | Goluri |
| 2003    | Republica Democrată Congo | Belingo Brazzo     | AS Vita Club | 8      |
| 2007/08 | Republica Democrată Congo | Serge Lofo Bongeli | AS Vita Club | 16     |